# Sagiv Cohen
Sagiv Cohen (Ebraică: שגיב כהן‎; n. 20 septembrie 1987, Rosh Ha'Ayin) este un fotbalist israelian, care evoluează pe postul de fundaș dreapta la clubul din țara sa natală, Hapoel Petah Tikva.

## Carieră
Cohen a strălucit în sezonul 2006-2007, însă nu a putut evita retrogradarea lui Hapoel Petah Tikva din Ligat ha'Al. Au fost zvonuri cum că ar fi putut pleca la un club din Europa însă, până la urmă, și-a ajutat clubul să ajungă din nou în Ligat ha'Al. Transferul la clubul european a venit în sezonul 2010-2011, când a fost transferat de către clubul CSMS Iași, după ce a petrecut un sezon împrumutat la Ironi Nir Ramat HaSharon. La finalul sezonului, Cohen s-a reîntors în Israel, la Hapoel Acre, unde a petrecut trei sezoane înainte de a se întoarce la clubul care l-a crescut, Hapoel Petah Tikva.
Cohen a reprezentat Israelul la trei niveluri de tineret: U-17, U-18 și U-19.